# Karl Thopia

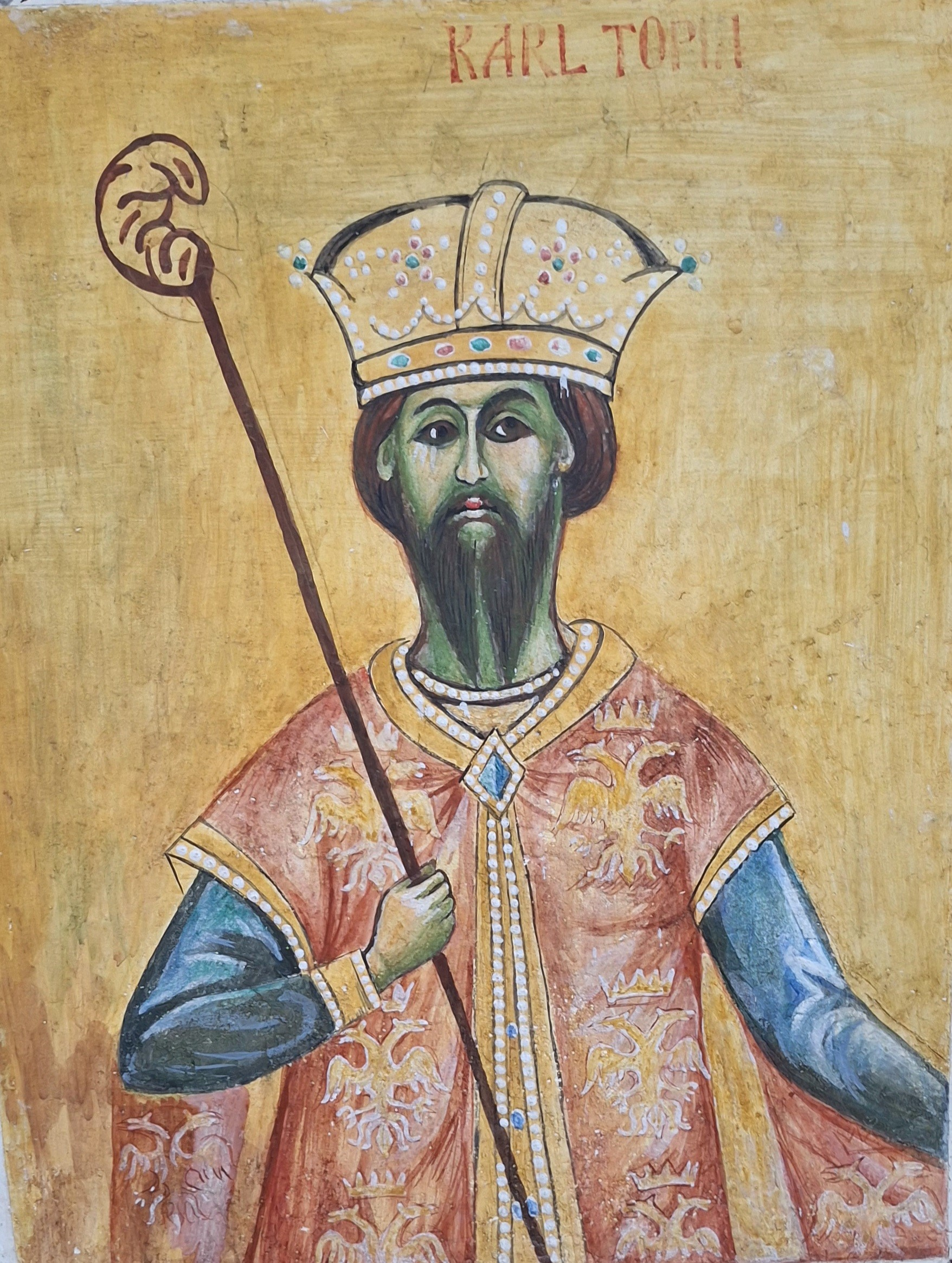
Fresko von Karl Thopia im Skanderbeg-Museum in Kruja (freie neuzeitliche Rekonstruktion)

Karl Thopia (* um 1335/40; † Ende Januar 1388) war ein albanischer Fürst.

## Leben
Seine Eltern waren Andreas Thopia und Fiametta, eine Tochter von Robert von Anjou, König von Neapel, die auf Anlass des Königs 1359 in Neapel getötet wurden. Nach dem frühen Tod der Eltern wuchsen die Brüder Karl und Georg auf der Festung von Kruja auf und schworen sich, ihre Eltern zu rächen und, da in ihren Adern angevinisches Blut floss, ihre angevinischen Rechte geltend zu machen.

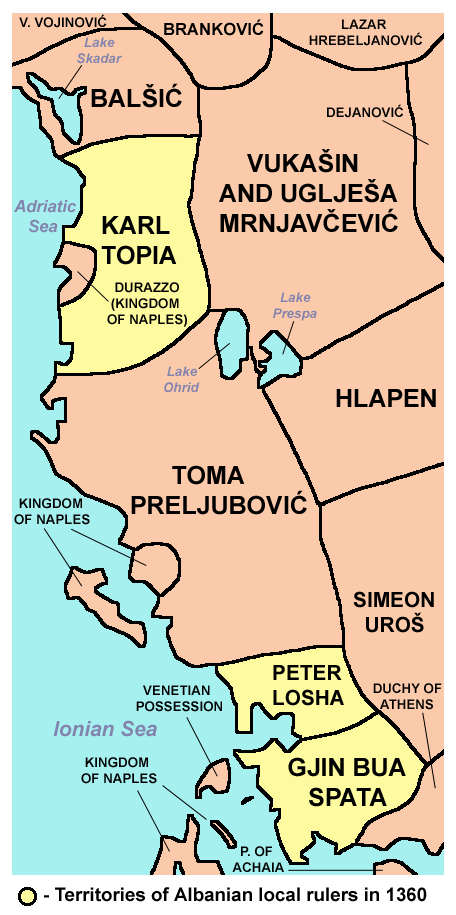
Einflussgebiet von Karl Thopia um 1360

Karl herrschte von 1359 bis 1388 über weite Teile Mittelalbaniens und nannte sich selbst Princeps Albaniae. 1361 erhob sich Karl gegen die angevinische Herrschaft von Johanna von Durazzo, die vornehmlich in Neapel lebte und sich nicht weiter um ihr Herzogtum Durazzo kümmerte. Karl belagerte Durazzo, das von einem Kapitän im Namen von Johanna von Durazzo regiert wurde. In die Auseinandersetzung waren auch die Republiken Venedig und Ragusa, die Händlerkolonien in der Stadt hatten, und Georg Balšić, Sohn von Balša I., verwickelt. Eine Seuche dezimierte Belagerer und Belagerte. Der angevinische Kapitän musste sich schließlich 1363 ergeben und Karl Topia wurde Herr von Durazzo. Die wichtige Hafenstadt machte er fortan zur Residenz seines Fürstentums Albanien.
Zur römischen Kurie unterhielt Karl meist gute Beziehungen. Deshalb konnte das 1376 vakant gewordene Erzbistum Durrës wieder mit einem lateinischen Bischof besetzt werden. 1381 gründete Karl das Kloster St. Johannes (alb. Shën Gjon) in der Nähe von Elbasan.
Seine härtesten Konkurrenten um die Macht in Albanien waren die Balšići. 1382 begann Balša II. den Krieg und griff Durrës an. 1385 konnte Karl, der türkische Truppen zu Hilfe gerufen hatte, seinen Widersacher in der Schlacht von Savra in der Myzeqe entscheidend schlagen; Balša kam dabei ums Leben.
Im letzten Jahrzehnt seiner Herrschaft lehnte sich Karl außenpolitisch eng an die Republik Venedig an. Am 17. August 1386 schlossen die Republik und der albanische Fürst ein förmliches Bündnis. Karl verpflichtete sich, an allen Kriegen der Republik teilzunehmen oder Hilfsgelder zu zahlen und Getreide zu liefern. Außerdem versprach er den venezianischen Kaufleuten Schutz in seinem Land. Die Republik lieferte ihm im Gegenzug eine Galeere, erlaubte ihm, Söldner in ihren Gebieten zu werben und wies den Kapitän ihrer Adria-Flotte an, Karls Küsten gegen die Osmanen zu schützen. Diese hatten seit 1386 mehrere schwere Angriffe auf Durrës unternommen, die auch noch andauerten, als Karl im Januar 1388 starb. Ihm folgte sein Sohn Georg (alb. Gjergj) in der Herrschaft nach.

## Familie
Karl Thopia heiratete (nach 1363) Voisava Balšić, eine Tochter des mächtigen Dynasten Balša I. (Fürst von Zeta) und hatte mit ihr drei Kinder:
- Georg, Karls Nachfolger
- Karl[8]
- Elena († nach 1402) ⚭ 1. Marco, Sohn von Marino Barbarigo;[9][10] ⚭ 2. Konstantin Kastrioti († 1402 enthauptet in Durrës; Sohn von Pal Kastrioti)[11]
- Voisava ⚭ Isaak (Kyrsak)[10]